# Communauté de communes du Castillonnais
Die Communauté de communes du Castillonnais ist ein ehemaliger französischer Gemeindeverband mit der Rechtsform einer Communauté de communes im Département Ariège in der Region Okzitanien. Sie wurde am 26. Dezember 1995 gegründet und umfasste 26 Gemeinden. Die Verwaltung befindet sich im Ort Castillon-en-Couserans.

## Historische Entwicklung
Mit Wirkung vom 1. Januar 2017 fusionierte der Gemeindeverband mit 
- Communauté de communes de l’Agglomération de Saint-Girons,
- Communauté de communes du Bas Couserans,
- Communauté de communes du Canton de Massat,
- Communauté de communes du Canton d’Oust,
- Communauté de communes du Séronais 117,
- Communauté de communes de Val-Couserans sowie
- Communauté de communes du Volvestre Ariégeois

und bildete so die Nachfolgeorganisation Communauté de communes Couserans-Pyrénées.

## Ehemalige Mitgliedsgemeinden
| - Antras - Argein - Arrien-en-Bethmale - Arrout - Aucazein - Audressein - Augirein - Balacet - Balaguères | - Bethmale - Bobac-Irazein - Les Bordes-sur-Lez - Buzan - Castillon-en-Couserans - Cescau - Engomer - Galey - Illartein | - Orgibet - Saint-Jean-du-Castillonnais - Saint-Lary - Salsein - Sentein - Sor - Uchentein - Villeneuve |

## Aufgaben
Zu den Aufgaben des Gemeindeverbandes zählte neben der Wirtschafts- und Tourismusförderung auch der soziale Wohnungsbau und die Abfallentsorgung.